# Narnia (lume)

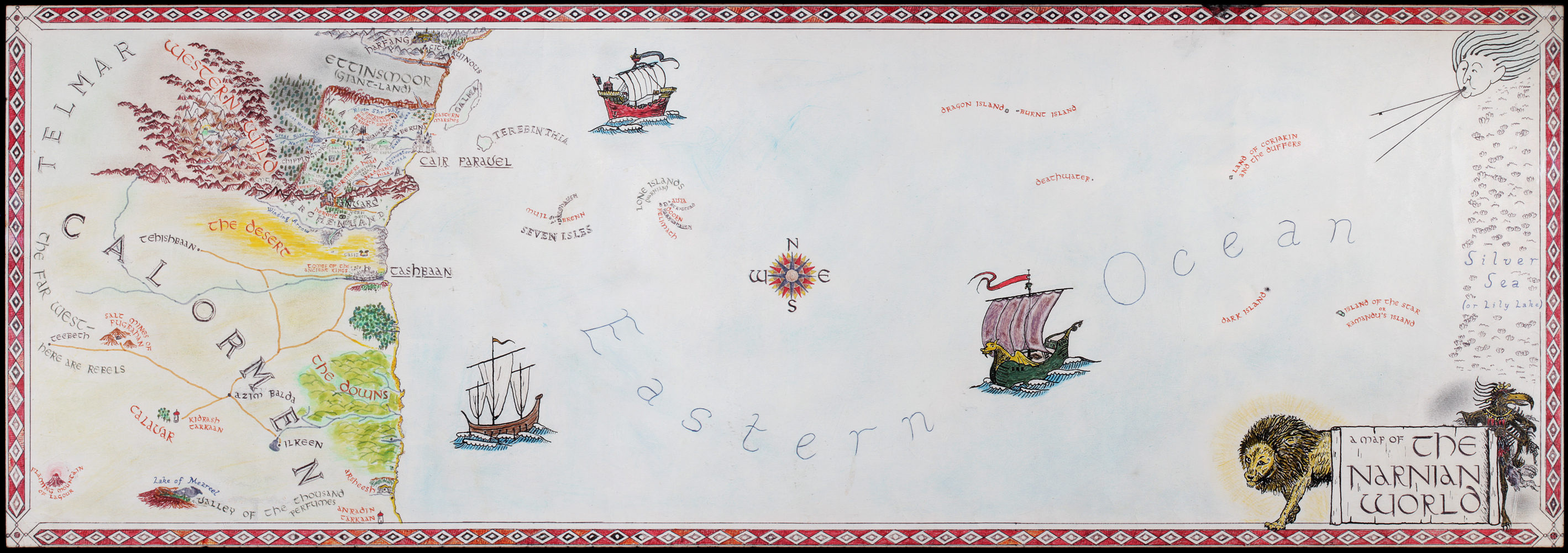
Harta

Narnia este o lume fantastică creată de C. S. Lewis ca univers principal pentru seria sa de șapte romane fantasy pentru copii, Cronicile din Narnia. Lumea este numită astfel după țara din Narnia, în care o mare parte din acțiunea cărților are loc. În Narnia, unele animale pot vorbi, fiarele mitologice abundă, iar magia este un lucru des întâlnit. Seria urmărește povestea din Narnia în care oamenii, de obicei copiii, intră în lumea din Narnia din lumea noastră, adică de pe Pământ.